# Sodom und Gomorrha (1922)
Sodom und Gomorrha (auch mit dem Untertitel Die Legende von Sünde und Strafe versehen; im englischen: Queen of Sin and the Spectacle of Sodom and Gomorrha) ist ein österreichischer Monumentalstummfilm aus dem Jahr 1922 von Michael Curtiz. Gedreht wurde am Wiener Laaer Berg, da die gigantischen Kulissen, die eigens für den Film entworfen und erbaut wurden, zu groß für die Filmstudios der produzierenden Sascha-Film in Sievering gewesen wären. Der Film zeichnet sich weniger durch seine oft undurchsichtigen Handlungsstränge aus, als dadurch, dass er die größte und teuerste Filmproduktion der österreichischen Filmgeschichte darstellt. Je nach Angaben waren bei der Herstellung des Films zwischen 3.000 und 14.000 Darsteller, Komparsen und Mitarbeiter beschäftigt.

## Handlung
Mary Conway, eine junge Frau, die das ausgelassene Luxusleben liebt, wird von ihrer Mutter dazu angestiftet, den reichen Börsengewinnler Jackson Harber zu heiraten. Anfangs weigert sich Mary („ich kann den Antrag nicht ernst nehmen, er könnte mein Vater sein“), doch die Mutter kann sie überzeugen, indem sie Mary erklärt, dass das Luxusleben ohne Harbers Geld zu Ende wäre. In auffallender Art steckt Mr. Harber später der Mutter einen großen Scheck zu. Kurz berichtet Mary ihrem bisherigen Favoriten, einem Bildhauer und lädt diesen auch zur Verlobungsfeier ein. Die Verlobungsfeier wird ein ausgelassenes Fest, ganz im Stil der 1920er Jahre. Der ehrliche Bildhauer kann die Situation nicht ertragen und fügt sich in Gegenwart Marys eine Schussverletzung zu. Von Intrigen durchdrungen hält Mary das Unglück geheim und feiert munter weiter. Der Verletzte wird nebenan gepflegt. Mary macht dann Edward, dem Sohn von Jackson Harber, schöne Augen. Als das Fest immer ausgelassener wird und bald einer Orgie gleicht, tritt ein Priester auf den Plan, gebietet dem Treiben Einhalt und droht dieser verderbten Welt den Untergang an. Mary nähert sich dem jungen Mann und kann in ihm kurz Gefühle für sie wecken, doch bleibt der Gottesmann standhaft. Und dann kommt es zum Aufeinandertreffen Vater und Sohn (dieser hält Mary umschlungen). Ein Streit – ein Ringen – Mary drückt Edward ein Messer in die Hand – der Vater stürzt tot zu Boden. Die herbeigeholte Polizei verhaftet Edward, doch der Priester kann Marys Mitschuld darlegen. Mary kommt in ein Gefängnis und wird zum Tod verurteilt. Vor ihrer Hinrichtung kommt jener Priester zu ihr, nochmals versucht Mary ihn zu verführen, doch dann blendet der Film um und erzählt wie im Traum die Geschichte von Sodom und Gomorrha:
Ausgelassene Feste feiert man in der antiken Stadt. Nur der Jude Lot führt ein gottgefälliges Leben. Seine Frau jedoch (Mary) huldigt der Göttin Astarte. Als Strafgericht Gottes erscheint ein Engel des Herrn, der auch hier der verderbten Welt den Untergang prophezeit, er wird von Lot beherbergt. Die Menge will, dass Lot den Fremden herausgibt und schließlich stürmt man Lots Haus und bindet den Engel vor Astartes Götterbild an einen Pfahl. Doch das Wunder Gottes bringt die Strafe über Sodom und Gomorrha: Feuer regnet vom Himmel, die Gebäude stürzen ein, eine Flut überschwemmt die Stadt. Gnädig erlaubt der Engel Lot und seiner Frau, mit ihm die Stadt zu verlassen, unter der Bedingung, nicht auf das Unheil zurückzuschauen. Doch Lots Frau kann nicht anders, sie dreht sich um und erstarrt zur Salzsäule.
Das Traumbild endet. Die gefangene Mary Conway wird zur Hinrichtungsstätte geführt. Und plötzlich erwacht sie noch einmal: Sie liegt in ihrem Luxusbett während der Verlobungsfeier und es ist vor der unheilvollen Auseinandersetzung zwischen Vater und Sohn Harber. Geläutert durch den doppelten Traum verlässt Mary die Feier, hinterlässt Jackson einen Abschiedsbrief und sucht das Krankenhaus auf, wo inzwischen der verletzte Bildhauer betreut wird. Einsicht und Reue führen sie an sein Bett: er wird wieder gesund.

## Produktion
Produzent war Sascha Kolowrat-Krakowsky. Dieser befand sich 1918 in den Vereinigten Staaten, um die dortige Filmwirtschaft zu begutachten. Dort kam ihm auch die Idee, in Österreich Monumentalfilme mit einer Vielzahl von Komparsen zu produzieren, da diese in den USA zu dieser Zeit sehr beliebt waren, und er auch die USA als Absatzmarkt im Visier hatte. Zu diesem Zwecke gründete er in New York auch die Herz Film Corporation als Vertriebsaußenstelle seiner Sascha-Film.
In dem 1920 bis 1922 produzierten Film führte Michael Kertész, der sich später in den USA Michael Curtiz nannte, Regie und seine Frau, die Ungarin Lucy Doraine, spielte die Hauptrolle. Walter Slezak spielte ihren jugendlichen Liebhaber. Unter den Statisten befanden sich eigenen Angaben nach Willi Forst, Hans Thimig, Paula Wessely und Béla Balázs.
Einzigartig in der österreichischen Filmgeschichte ist der Film ob seiner Ausmaße bei den Dreharbeiten. Die amerikanischen Monumentalfilme, die italienischen Antikfilme und die deutschen Kostümfilme sollten allesamt überboten werden. Tausende Handwerker, Architekten, Dekorateure, Bildhauer, Stuckateure, Bühnenbauer, Pyrotechniker, Kameramänner, Frisöre, Maskenbildner, Schneider und Tausende Hilfsarbeiter und Statisten, zumeist Arbeitslose und Kinder, fanden während der drei Jahre andauernden Dreharbeiten Beschäftigung im vom Inflation und Arbeitslosigkeit geprägten Österreich. Tausende Kostüme, Perücken, Bärte, Sandalen, Flitterschmuck, Standarten, Pferdegespanne und dergleichen wurden eigens für die Produktion zumeist vor Ort angefertigt. Béla Balázs sprach in diesem Zusammenhang von „Ausstattungswahnsinn“. In späteren Filmen wurde die Ausstattungsvielfalt aufgrund kostspieliger Erfahrungen in Filmen wie diesem – Sodom und Gomorrha kostete letztendlich mehr als fünfmal so viel wie geplant – deutlich reduziert, zugunsten von mehr Einheitlichkeit.
Die Außenaufnahmen fanden am Wiener Laaerberg, im Lainzer Tiergarten, in Laxenburg, in Schönbrunn und auf dem steirischen Erzberg statt. Der Laaerberg eignete sich deshalb sehr gut für die Dreharbeiten, da er zu dieser Zeit eine brachliegende Landschaft war, mitsamt einigen Ziegelteichen, die die ehemaligen Lehmgruben füllten. Schon alleine für das Aufbauen und Herstellen der Kulissen wurden einige Tausend Arbeiter benötigt. Bei den Dreharbeiten hatten jeweils 300 bis 500 Darsteller anwesend zu sein. Bei Massenszenen sogar um die 3000. Hinzu kam noch eine ebenfalls enorme Anzahl an Pferden, die für einige Filmszenen benötigt wurden.
Am Ende des Filmes sollte der Tempel in sich zusammenstürzen, weshalb Pyrotechniker zur Sprengung angestellt wurden. Dennoch traten Pannen auf, bei denen es sogar Tote und Verletzte gab, was auch gerichtliche Folgen haben sollte. Der Regisseur wurde freigesprochen, der „Wannenmacher“ (Kunstfeuerwerker) zu 10 Tagen Arrest und 500.000 Kronen Geldstrafe verurteilt.

## Hintergründe
Zahlreiche der Mitwirkenden am Film wurden in den folgenden Jahren erfolgreiche Vertreter ihres Faches. Der Kameramann Franz Planer machte Karriere in Hollywood, ebenso Regisseur Michael Curtiz und Schauspieler Walter Slezak, die wenige Jahre später ebenfalls auswanderten. Der als Kameramann angestellte Gustav Ucicky wurde später einer der führenden Regisseure der NS-Zeit in Deutschland und Österreich. Der Kulissenbauer Julius von Borsody war in dieser Funktion noch jahrzehntelang beim österreichischen und deutschen Film tätig. Nach Fertigstellung des Films ließen sich Michael Curtiz und Lucy Doraine scheiden.

## Architektur
Architektonisches Meisterwerk war der von drei Architekten entworfene „Tempel von Sodom“, welcher in dieser Epoche weltweit zu den größten Filmbauwerken zählte. Unter der Leitung des Filmarchitekten Julius von Borsody arbeiteten seine Assistenten Hans Rouc und Stefan Wessely mit Spezialfirmen wie „Mautner und Rothmüller“ und dem Österreichischen Filmdienst an den Monumentalbauten von Sodom, Gomorrha und Assyrien. Auffallend bei der Architektur der Bauwerke war die dem Jugendstil ähnelnde Ornamentik. In den Traumsequenzen kam expressionistische Architektur zum Vorschein.

## Weiterer Stab
Das Szenenbild stammte von Julius von Borsody und Edgar G. Ulmer. Remigius Geyling, Ausstattungschef am Burgtheater, war für die Kostüme zuständig und er entwarf unter anderem den Kopfschmuck für Lucy Doraine, die alleine in der heute noch vorhandenen Filmfassung elf verschiedene Kostüme trägt. Arthur Gottlein war Regieassistent.

## Anekdote
Einer der Hauptdarsteller, Walter Slezak, Sohn des Sängers Leo Slezak, erzählte in seinem 1974 erschienenen Buch „Wann geht der nächste Schwan“ von seiner Entdeckung durch den Regisseur Michael Kertész, der sein Leben lang für seine Sprachschwierigkeiten bekannt war: „Eines Nachts gegen halb zwölf, strolchte ich in die Sacherbar am Opernring, setzte mich und verlangte einen Scotch mit Soda. Ich rauchte eine Zigarre und bot das Bild eines blasierten eleganten Roués und Lebemannes. Am Nebentisch saßen zwei Herren und eine Dame. Diese wies auf mich, die Herren drehten sich um und starrten mich an - lange und gründlich. Ich erkannte die Frau – sie war ein damals sehr berühmter ungarischer Filmstar, Lucy Doraine. Sie lächelte mir zu - ich lächelte zurück. Und dann stand einer der beiden Herren auf [...] und setzte sich zu mir: ‚Gestotten, Sie sind mir vorgeschwebt!‘. Diesen Satz sprach er todernst und mit einem dicken ungarischen Akzent. Ich muß sehr blöd dreingeschaut haben, denn er fuhr fort: ‚Bitte verstehen Sie - Sie sind meine Vision!‘. Ich dachte ein entsprungener Irrenhäusler hätte sich zu mir gesetzt, und ich war entschlossen, ihn nicht zu reizen. ‚Natürlich, ich verstehe vollkommen.!‘. - ‚Nein, Sie verstehen nicht‘, sagte er ganz traurig, aber werd ich erklären, bittaschön. Ich heiße Kertész, Mischka. Ich bereite vor ‚Sodom und Gomorrha‘. Legende von Sünde - und ich brauche bildschöne junge Bursche -, und Sie, bittaschön, sind bildschöne junge Bursche!‘. Langsam begriff ich [...]“

## Aufführungen
Für die Erstaufführung in Berlin wurde Giuseppe Becce, einer der damals prominentesten Filmkomponisten Deutschlands, engagiert. In seiner Musikbegleitung fanden Musikstücke aus Oper, Ballett, Suiten, Intermezzi und Fantasien vorwiegend romantischer Herkunft Verwendung. Neben Werken von bekannten Komponisten wie Tschaikowski, Bizet, Massenet, Sibelius und Verdi fanden sich in seiner Zusammenstellung auch die Hans Heiling Ouverture von Heinrich Marschner, die Ouvertüre aus der Oper Yelva von Carl Gottlieb Reißiger und Werke anderer weniger bekannter Komponisten.

## Kritiken
Die Wiener Arbeiter-Zeitung schrieb bei Erscheinen des Films am 7. Oktober 1922: „Die Strafe für die Sünde des kapitalistischen Übermuts erfolgt nämlich nur im Traum – Träume sind Schäume! – in der Film-‚Wirklichkeit‘ dagegen verwandelt sich das moderne Sodom und Gomorrha unversehens in eine liebliche Rosenstrauchidylle und den Schluß bildet der Traualtar [...] Also es ist alles nicht so bös gemeint [...] Arbeiter können daher an diesem Film keinen rechten Geschmack finden.“

## Versionen
Die Originalversion wies eine Länge von 3945 Metern auf, was einer Abspielzeit von rund 3 Stunden entsprach und wurde in zwei Teilen aufgeführt. Vom Film befand sich bis 1987 lediglich ein 25 Minuten-Fragment aus dem sowjetischen Filmarchiv im Besitz des Filmarchiv Austria (damals noch Österreichisches Filmarchiv). Weitere Teile des Films konnten jedoch in staatlichen Filmarchiven der DDR und der ČSSR aufgefunden werden, so dass nach Rekonstruktion durch das Filmarchiv Austria zwar nicht die Ursprungsfassung, aber eine integere, seit 1923 für den Export gestaltete Fassung, erarbeitet werden konnte. Darüber hinaus wurde das Fragment einer russischen Fassung gesichert, die mit Hilfe weitreichender Eingriffe den Film zu einer heftigen Kapitalismuskritik umfunktioniert hatte. Von dem sowjetischen Umschnitt von Michael Curtiz’ österreichischem Monumentalfilm existiert ferner eine bisher wenig beachtete, Sdom (Sodom) betitelte, jiddische Lyrik-Adaption aus dem Jahr 1922/23 des Dichters Moshe Lifshits.
In Zusammenarbeit mit dem Filmarchiv Austria wurde der Film im Oktober 2008 in der DVD-Reihe Der österreichische Film veröffentlicht (Die sowjetische Fassung ist jedoch nur der VHS des Filmarchiv Austria von 2002 anhängend beigefügt).